# Justyn Mackiewicz
Justyn Wiktor Mackiewicz (ur. 2 września 1889 w Sanoku, zm. wiosną 1940 w Charkowie) – major piechoty Wojska Polskiego, kawaler Orderu Virtuti Militari, ofiara zbrodni katyńskiej.

## Życiorys
Syn Jana Józefa i Julii z Męcińskich urodzony 2 września 1889 w Sanoku. Był absolwentem Akademii Handlowej w Krakowie. W 1914 roku został powołany do armii austro-węgierskiej, gdzie ukończył szkołę oficerską.
W 1918 wstąpił do Wojska Polskiego. Podczas wojny polsko-ukraińskiej brał udział w obronie Lwowa w szeregach Legii Oficerskiej, a następnie walczył w wojnie polsko-bolszewickiej w szeregach 19 pułku piechoty Odsieczy Lwowa. Był dwukrotnie ranny.
Po zakończeniu działań wojennych pozostał w wojsku i nadal służył w 19 pp. 3 maja 1922 został zweryfikowany w stopniu kapitana ze starszeństwem z 1 czerwca 1919 i 1606. lokatą w korpusie oficerów piechoty. W 1924 został przydzielony z macierzystego pułku do Szkoły Podchorążych Piechoty. W roku szkolnym 1925/26 był instruktorem broni w Oficerskiej Szkole Piechoty. Następnie został przydzielony do Departamentu Piechoty Ministerstwa Spraw Wojskowych. 18 lutego 1928 został mianowany majorem ze starszeństwem z 1 stycznia 1928 i 155. lokatą w korpusie oficerów piechoty. W listopadzie tego roku został przesunięty do Biura Uzupełnień MSWojsk, które 31 lipca 1931 zostało przemianowane na Departament Uzupełnień MSWojsk.. Z dniem 30 września 1935 został przeniesiony w stan spoczynku.
W czasie kampanii wrześniowej 1939 – po agresji ZSRR na Polskę – w nieznanych okolicznościach dostał się do niewoli sowieckiej i przebywał w obozie w Starobielsku. Wiosną 1940 został zamordowany przez funkcjonariuszy NKWD w Charkowie i pogrzebany potajemnie w masowej mogile w Piatichatkach, gdzie od 17 czerwca 2000 mieści się oficjalnie Cmentarz Ofiar Totalitaryzmu w Charkowie. Figuruje na Liście Starobielskiej NKWD pod pozycją 2182. Jego grób symboliczny znajduje się w Warszawie na Cmentarzu Stare Powązki (kwatera 187-4-9).

## Upamiętnienie
5 października 2007 minister obrony narodowej Aleksander Szczygło mianował go pośmiertnie na stopień podpułkownika. Awans został ogłoszony 9 listopada 2007 w Warszawie, w trakcie uroczystości „Katyń Pamiętamy – Uczcijmy Pamięć Bohaterów”.

## Ordery i odznaczenia
- Krzyż Srebrny Orderu Wojskowego Virtuti Militari nr 894 (1921)[21]
- Krzyż Walecznych[1]
- Złoty Krzyż Zasługi (17 marca 1930)[22]
- Medal Pamiątkowy za Wojnę 1918–1921[1]
- Medal Dziesięciolecia Odzyskanej Niepodległości[1]
- Odznaka za Rany i Kontuzje[23]